# Stadion Mirko Vučurević
Stadion Mirko Vučurević – stadion piłkarski w Banatskim Dvorze, w Serbii. Został otwarty 6 września 1996 roku. Obiekt może pomieścić 2500 widzów.
Od 1995 roku klub piłkarski Budućnost Banatski Dvor sponsorowany był przez urodzonego w Banatskim Dvorze Mirko Vučurevicia, byłego piłkarza i przedsiębiorcę, właściciela producenta zegarków Nivada (to jego imieniem nazwany jest stadion). Dzięki jego wsparciu wybudowano również stadion, który zainaugurowano 6 września 1996 roku. Był to wówczas pierwszy prywatny stadion w kraju. Na otwarcie wszyscy widzowie, którzy przybyli na obiekt, otrzymali w prezencie zegarek.
W sezonach 2003/2004 oraz 2005/2006 Budućnost Banatski Dvor występował w pierwszej lidze Serbii i Czarnogóry. Na początku 2006 roku doszło jednak do fuzji tego zespołu z Proleterem Zrenjanin (w jej wyniku powstał Banat Zrenjanin) i drużyna przeniosła się do Zrenjanina. W Banatskim Dvorze powstał tymczasem nowy zespół (przyjął on nazwę Budućnost, taką samą jak jego poprzednik), który występował przez jakiś czas w rozgrywkach regionalnych, później jednak zawiesił swą działalność i stadion pozostał bez gospodarza.